# Тренчкот

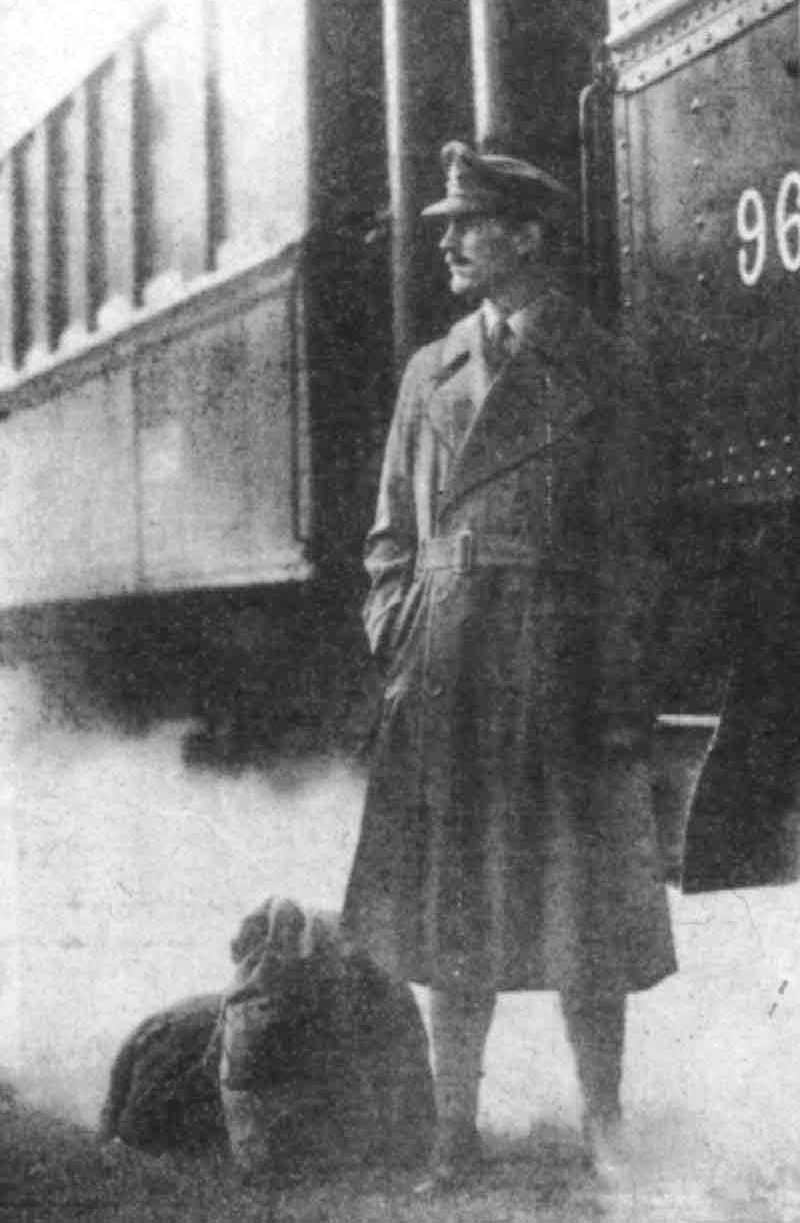
Британский офицер в годы Первой мировой войны

Тренчкот (англ. trench coat, дословно — «траншейное пальто»), также тренч — модель дождевого плаща с неизменными атрибутами: двубортный, с погонами и отложным воротником, манжетами, кокеткой, поясом и разрезом сзади. Обычно тренч выполнен из водонепроницаемого материала: шерстяной или хлопчатобумажной материи с водонепроницаемой пропиткой, иногда кожи.

## История
Первые плащи из прорезиненного материала были выпущены в 1823 году после того, как шотландский химик Чарльз Макинтош запатентовал своё случайное открытие — плащ Макинтош. Тренчкот появился в 1901 году как более лёгкая альтернатива саржевым шинелям британских солдат в годы Первой мировой войны. Модель плаща была создана хозяином габардиновой фабрики Томасом Бёрберри (Burberry), который являлся поставщиком верхней одежды для британской армии, и сначала предназначалась только для пехоты. Солдаты-фронтовики прозвали плащ «траншейным пальто» (trench coat). Многие ветераны продолжали носить тренчкоты и после войны, плащ становился всё более популярным.

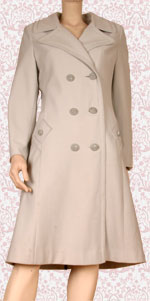
Современный женский тренчкот

Во время Второй мировой войны также офицеры стали носить тренчкоты в плохую погоду. Другие страны, в первую очередь США и Советский Союз, стали одевать своих солдат и офицеров в укороченные и модифицированные варианты тренчкотов. Меньшая длина позволяла оставаться им более мобильными.
После войны тренчкот завоевывал всё больше внимания прежде всего в среде деловых людей — он позволял выглядеть более респектабельно и деловито. Многие актёры и герои комиксов носили тренчи, делая их ещё более популярными. Также появляется женский вариант тренчкота, сохраняющий оригинальный крой.